# 아니오 노부스

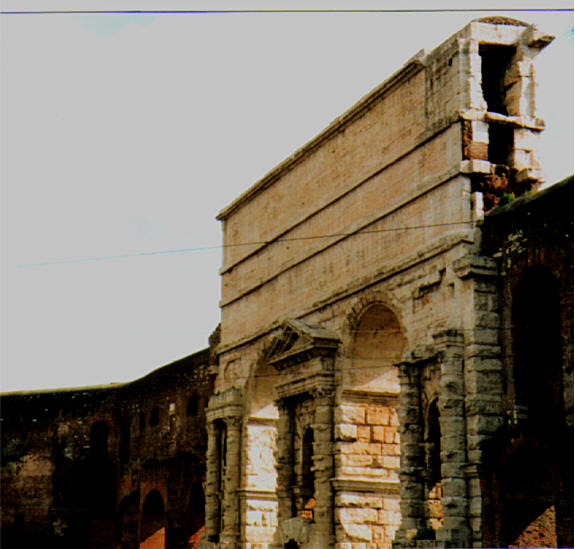
271년 클라우디아 수도교와 아니오 노부스 수도교는 서로 합쳐진 이후 아우렐리아누스 성벽의 대문 역할로 남아 있다.

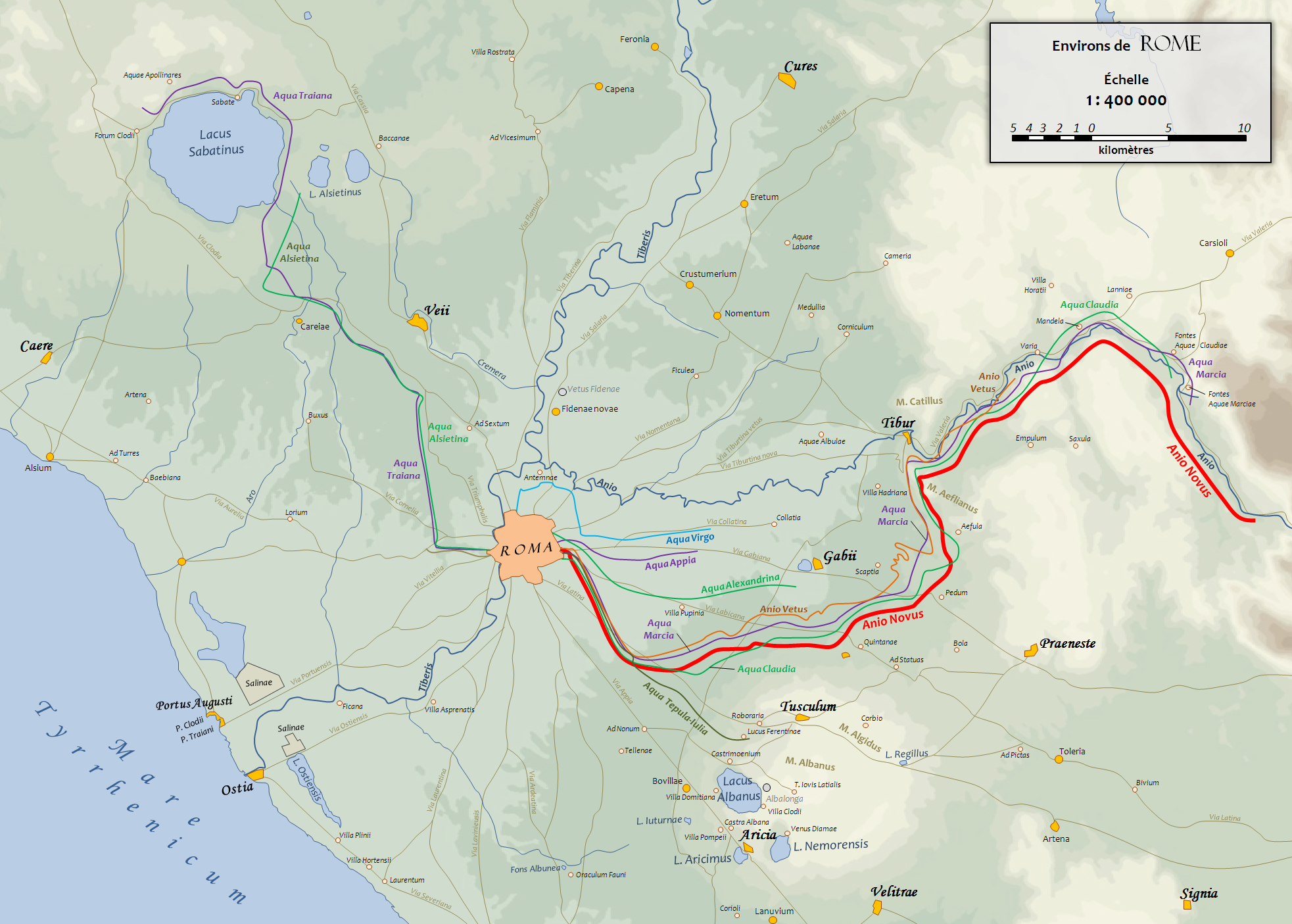
아니오 노부스의 경로

아니오 노부스(라틴어: Anio Novus)는 로마의 수도교 중 하나이다. 기원후 38년 칼리굴라 황제의 명령으로 아쿠아 클라우디아와 함께 건설이 시작되어 52년 8월 1일 클라우디우스 황제에 의해 두 수도교 모두 완성되었다.

## 같이 보기
- 수도교
- 로마의 수도교
- 데 아쿠아이둑투(영어판)
- 프로티누스
- 로마의 수도교 목록
- 로마 제국의 수도교 목록
- 시기별 로마의 수도교 목록
- 로마의 기술
- 로마의 건축